# Корнерезка
Корнерезка или Измельчи́тель кормо́в — машина для нарезания корнеплодов с целью их дальнейшего скармливания домашнему скоту или для использования в технических целях. Корнерезка может сочетать в себе функции нарезки корнеплодов и их предварительной мойки.
Также используются термины корморезка и кормоизмельчитель. Измельчение кормов нужно для животных потому, что мелкий корм животные более охотно едят, чем крупный (грубый), он более легко усваивается, тем самым животные быстрее набирают вес, получают необходимые витамины. Также измельчённый корм проще смешивать с более белкосодержащим кормом.

## Виды измельчителей кормов
Измельчители кормов различаются на корнерезки и соломосилосорезки. Также встречаются универсальные измельчители. Все кормоизмельчители бывают как электрическими, так и механическими. Механические измельчители кормов в основном выпускаются в виде механизированной тёрки для переработки фруктов, овощей и корнеплодов. Также бывают ручные мельницы, соломорезки. Электрические измельчители кормов на сегодняшний день чаще всего встречаются всё более универсальными машинами с режущими или перетирающими рабочими органами для измельчения всевозможного корма, путём замены рабочего органа (режущего ножа на дробилку и т. п.). Измельчители кормов выпускаются как для бытового (домашнее животноводство) использования, так и промышленного (фермы).
Соломосилосорезка — машина для резки соломы и силосуемой зелёной массы в процессе подготовки и заготовки кормов для животных. По роду привода делятся на моторные, конные и ручные. В СССР[где?] используют только моторные соломосилосорезки, приводимые в действие от электродвигателя или вала отбора мощности трактора.
Корнерезка — машина для измельчения корнеплодов и картофеля, идущих в корм скоту. Крупные корнеплоды разрезаются, чтобы скот мог удобнее их есть и чтобы лучше смешать их с другими кормами, содержащими больше белковых веществ, которыми вообще все корнеплоды бедны. Измельчение корнеплодов разными корнерезками неодинаково: одни режут на пластинки, другие на кусочки, третьи превращают их в мязгу. Скот лучше ест корнеплоды, разрезанные на крупным пластинки, чем на мелкие, которые он глотает целиком. Также для смешения корнеплодов с другими кормами, например, сенной и соломенной сечкой, разрезание их на пластинки выгоднее, чем превращение в мязгу, потому что в последнем случае теряется без пользы много сока. Поэтому корнеплоды чаще всего режутся на пластинки. Размеры последних приняты такие: для крупного рогатого скота — шириной от 36 мм до целого разреза корня или клубня, толщина до 16 мм; для овец 18-20 мм ширины и 12-15 мм толщины. Корнеплоды перед разрезкой очищаются промывкой в воде от приставшей к ним земли. Сами корнерезка состоит из ковша, в который засыпаются корнеплоды; отсюда они, в силу собственной тяжести, постепенно перемещаются вниз к выпускному отверстию, где и попадают под удары ножей, помещенных на вращающемся вертикальном (реже горизонтальном) диске или барабане. Новейшие корнерезки сконструированы таким образом, что корни до последнего кусочка измельчаются равномерно, сама же величина пластинок, на которые они разрезаются, может быть произвольно установлена простой переменой одной формы ножей на другую.
Дробилка кормов — разновидность измельчителя, в которой для измельчения корма используется дробильный механизм, который позволяет измельчать зёрна. Иногда также снабжается режущим механизмом для предварительного измельчения.